# Potschajiw
Potschajiw (ukrainisch Почаїв; russisch Почаев Potschajew, polnisch Poczajów) ist eine Stadt im Norden der westukrainischen Oblast Ternopil mit etwa 8.000 Einwohnern.

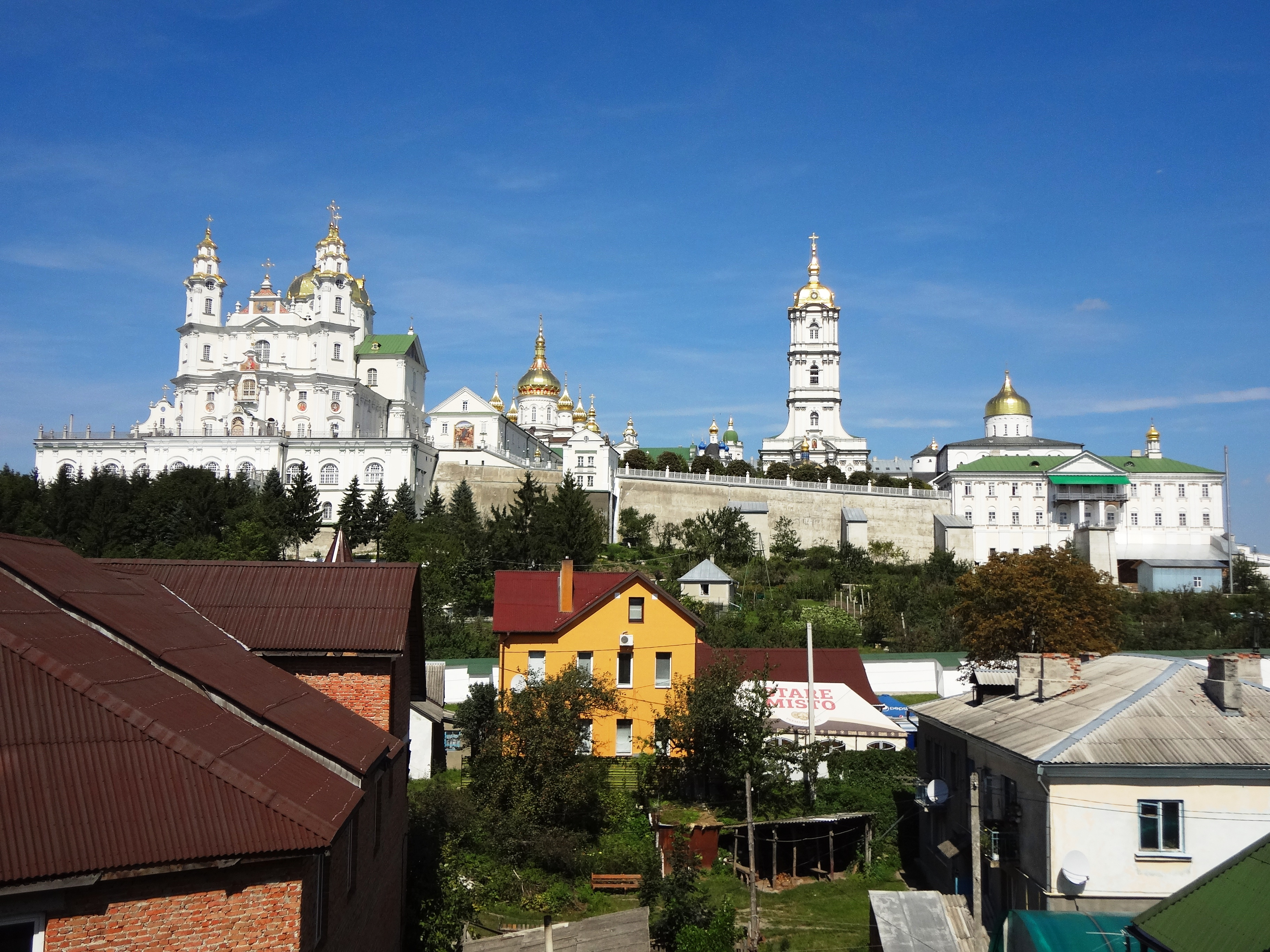
Blick auf das Kloster im Ort

Das Mariä-Entschlafens-Kloster in der Stadt ist das zweitgrößte Kloster der Ukraine und einer der bedeutendsten Wallfahrtsorte. Ihn ihm ist der heilige Hiob von Potschajiw bestattet.

## Geografische Lage
Die Stadt liegt im Südwesten des Rajon Kremenez auf einer Höhe von 356 m, fünf Kilometer westlich vom linken Ufer der Ikwa. Sie befindet sich 23 km südwestlich vom Rajonzentrum Kremenez und 62 km nördlich vom Oblastzentrum Ternopil. In der Stadt trifft die Territorialstraße T–20–13 auf die Fernstraße N 02 (Regionalstraße P–26).

## Geschichte
1450 wurde Potschajiw zum ersten Mal schriftlich erwähnt. Der Name leitet sich vom heute nicht mehr existierenden, im nördlichen Kiew gelegenen acht Kilometer langen rechten Nebenfluss des Dnepr, der Potschajna, her. An deren Ufer befand sich das aufgegebene Kloster der Mönche, welche nach der Mongolischen Invasion der Rus im 13. Jahrhundert in Richtung Westen flohen und auf dem heutigen Klosterberg eine neue Niederlassung gründeten.
Von 1340 bis 1569 befand sich die Ortschaft im Königreich Polen. Zwischen 1569 und 1795 lag sie der Woiwodschaft Ruthenien der Adelsrepublik Polen-Litauen. Nach der dritten Teilung Polens lag Potschajiw von 1795 bis 1915 im Gouvernement Wolhynien des Russischen Reiches nahe der Grenze zu Galizien. Zwischen 1918 und 1939 war es unter seinem polnischen Namen Poczajów Nowy Teil der Woiwodschaft Wolhynien innerhalb der Zweiten Polnischen Republik.
1939 wurde es von der Sowjetunion besetzt, diese machte den Ort 1940 zum Rajonszentrum des gleichnamigen Rajons Potschajiw, der bis 1962 bestand. Nach dem Überfall auf die Sowjetunion kam es im Juni 1941 zu Deutschland. Die deutschen Besatzer gliederten die Stadt in das Reichskommissariat Ukraine ein. Im Januar 1942 wurde ein Ghetto errichtet und bis September 1942 wurden Hunderte von Juden erschossen. Nach der Rückeroberung durch die Rote Armee am 20. März 1944 kam die Ortschaft zur Ukrainischen SSR.
Die heutige Stadt entstand nach dem Zusammenschluss der Dörfer Nowyj Potschajiw (Новий Почаїв), Jurydyka (Юридика) und Nowyj Tarasch (Новий Тараж) zur Gemeinde Schdanowa (Жданова) im Jahre 1948. 1950 erhielt diese Ortschaft den Namen Potschajiw sowie den Status einer Siedlung städtischen Typs. Am 8. Mai 1978 wurde das nordwestlich liegende Dorf Staryj Potschajiw (Старий Почаїв) mitsamt Satyschschja eingemeindet und der Gemeinde wurde der Status einer Stadt verliehen. Staryj Potschajiw behielt bis 1992 einen eigenen Stadtrat und wurde danach wieder als eigenständige Gemeinde ausgegliedert.
Seit dem Zerfall der Sowjetunion 1991 ist die Stadt Teil der unabhängigen Ukraine.
Am 1. Oktober 2020 wurde das Zentrum für die Erbringung sozialer Dienstleistungen des Stadtrats von Potschajiw gegründet.

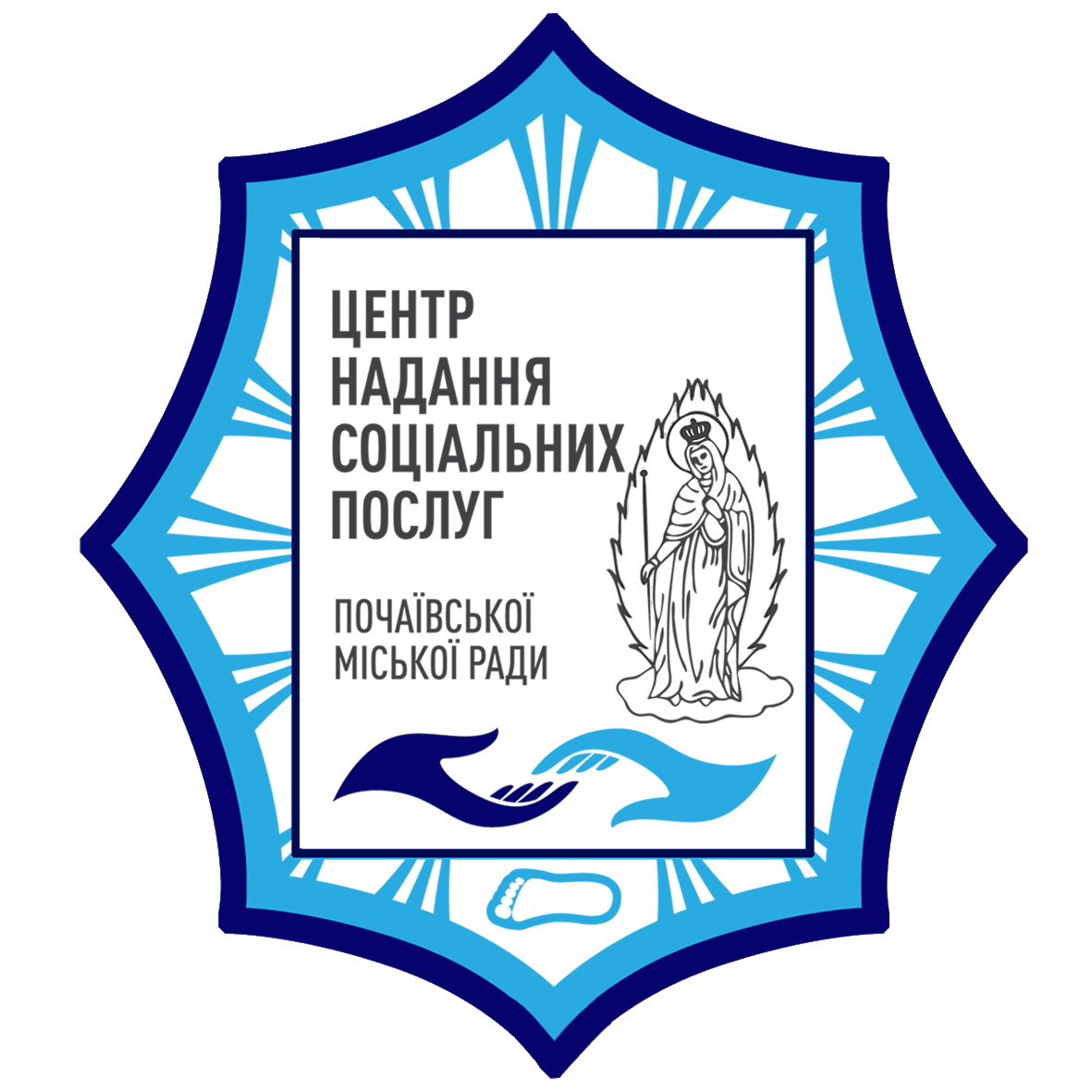
Logo des Zentrums für soziale Dienste des Stadtrats von Potschajiw

## Verwaltungsgliederung
Am 7. August 2015 wurde Potschajiw zum administrativen Zentrum der neu gegründeten Stadtgemeinde Potschajiw (Почаївська міська громада Potschajiwska miska hromada), zu der noch die 3 Dörfer Komaryn (Комарин), Satyschschja (Затишшя) und Staryj Tarasch (Старий Тараж) zählen., bis dahin bildete sie zusammen mit dem nordöstlich gelegenen Dorf Satyschschja die gleichnamige Stadtratsgemeinde Potschajiw (Почаївська міська рада/Potschajiwska miska rada) im Westen des Rajons Kremenez.
Am 12. Juni 2020 kamen noch weitere 8 in der untenstehenden Tabelle aufgelistetenen Dörfer zum Gemeindegebiet.
Folgende Orte sind neben dem Hauptort Potschajiw Teil der Gemeinde:
| Name                     | Name          | Name                             | Name           | Name |
| ukrainisch transkribiert | ukrainisch    | russisch                         | polnisch       |      |
| ------------------------ | ------------- | -------------------------------- | -------------- | ---- |
| Borschtschiwka           | Борщівка      | Борщовка (Borschtschowka)        | Borszczówka    |      |
| Budky                    | Будки         | Будки (Budki)                    | Budki          |      |
| Komariwka                | Комарівка     | Комаровка (Komarowka)            | Komarówka      |      |
| Komaryn                  | Комарин       | Комарин (Komarin)                | Komaryn        |      |
| Liduchiw                 | Лідихів       | Ледыхов (Ledychow)               | Leduchów       |      |
| Lossjatyn                | Лосятин       | Лосятин (Losjatin)               | Łosiatyn       |      |
| Rydomyl                  | Ридомиль      | Рыдомиль (Rydomil)               | Rydoml         |      |
| Satyschschja             | Затишшя       | Затишье (Satischje)              | Pletiuki       |      |
| Staryj Potschajiw        | Старий Почаїв | Старый Почаев (Stary Potschajew) | Poczajów Stary |      |
| Staryj Tarasch           | Старий Тараж  | Старый Тараж (Stary Tarasch)     | Taraż Stary    |      |
| Walihury                 | Валігури      | Валигуры (Waligury)              | Waligóry       |      |

## Söhne und Töchter der Stadt
- Susanna Jara (* 15. März 1984), Interpretin von Weltmusik und Jazz